# El Arenal, Jonotla
El Arenal är en ort i Mexiko.   Den ligger i kommunen Jonotla och delstaten Puebla, i den sydöstra delen av landet, 190 km öster om huvudstaden Mexico City. El Arenal ligger 152 meter över havet och antalet invånare är 172.
Terrängen runt El Arenal är kuperad åt sydväst, men åt nordost är den platt. Runt El Arenal är det tätbefolkat, med 383 invånare per kvadratkilometer. Närmaste större samhälle är Ciudad de Cuetzalan, 11,3 km söder om El Arenal. I omgivningarna runt El Arenal växer huvudsakligen savannskog.